# Кочур, Валентина Алексеевна
Валенти́на Алексе́евна Кочу́р (род. 5 сентября 1941, Донецк) — советская и украинская оперная певица. Народная артистка Украины (1991), лауреат премии «Образ Мечты» (1995), педагог Национальной Музыкальной Академии Украины им. П. И. Чайковского (с 2000 года), профессор (с 2008 года).

## Биография
Валентина Алексеевна Бирюкова родилась 5 сентября 1941 года в Донецке. С 1963 года училась в Донецком музыкальном училище. На четвёртом курсе перешла в Киевскую Государственную Консерваторию. Она стала одной из пяти абитуриентов, которых в тот год приняли на вокальное отделение. В 1970 году окончила Киевскую Государственную Консерваторию.
С 1972 по 1974 год выступала на сцене Новосибирского театра оперы и балета. С 1974 года стала солисткой Днепропетровского государственного академического театра оперы и балета.
С 1976 по 2010 год выступала в Национальной опере Украины.

## Избранные партии
- Настя, татарка — «Тарас Бульба» Н. Лысенко;
- Настя — «Служанка» М. Вериковского;
- Мавра — «Золотой обруч» Б. Лятошинского;
- Ваня — «Жизнь за царя» М. Глинки;
- Княгиня — «Русалка» А. Даргомыжского;
- Марфа — «Хованщина» М. Мусоргского;
- Хивря — «Сорочинская ярмарка» М. Мусоргского;
- Шинкарка, Марина Мнишек — «Борис Годунов» М. Мусоргского;
- Любаша — «Царская невеста» Н. Римского-Корсакова;
- Любава, Нежата — «Садко» Н. Римского-Корсакова;
- Кончаковна — «Князь Игорь» А. Бородина;
- Ольга, Няня — «Евгений Онегин» П. Чайковского;
- Любовь Кочубей — «Мазепа» П. Чайковского;
- Графиня — «Пиковая дама» П. Чайковского;
- Мать — «Арсенал» Г. Майбороды;
- Комиссар — «Оптимистическая трагедия» О. Холминова;
- Аксинья — «Тихий Дон» И. Дзержинского;
- Графиня Монморанси — «Анна Ярославна, королева Франции» А. Рудницкого;
- Зибель — «Фауст» Ш. Гуно;
- Орфей — «Орфей и Эвридика» Х. Глюка;
- Кармен — «Кармен» Ж. Бизе;
- Эболи — «Дон Карлос» Дж. Верди;
- Ульрика — «Бал-маскарад» Дж. Верди;
- Амнерис — «Аида» Дж. Верди;
- Азучена, Инес — «Трубадур» Дж. Верди;
- Магдалена — «Риголетто» Дж. Верди;
- Элис — «Лючия де Ляммермур» Г. Доницетти;
- Лючия — «Сельская честь» П. Масканьи;
- Ортруда — «Лоэнгрин» Р. Вагнера.

## Награды
- Народная артистка Украины (1991)
- Почётная грамота Кабинета Министров Украины (2001)[3]